# 慶星大學·釜慶大學站
慶星大學·釜慶大學站（：／ Gyeongseongdae-bugyeongdae yeok */?）是釜山地鐵2號線沿線的一座地下車站，位於韓國釜山廣域市南區大淵洞，韓語副站名為「東明大學」（동명대학교）。

## 車站結構
站體為2面2線側式月台的地下車站，候車月台設有月台幕門，並有6處出口。
本站可通過候車室轉乘對向列車。

### 月台配置
| 南川 ↑ |
| \| 上  |
| ↓ 大淵 |

| 月台 | 路線               | 目的地                     |
| ---- | ------------------ | -------------------------- |
| 上行 | ●釜山都市铁道2号线 | 南川、海雲臺、萇山方向     |
| 下行 | ●釜山都市铁道2号线 | 大淵、西面、沙上、梁山方向 |

## 歷史
- 2001年8月8日：落成啟用。

## 車站周邊
- 慶星大學
- 釜慶大學
- 東明大學（朝鲜语：동명대학교）
- 大淵高校
- 南區女性文化會館
- 釜山南部消防署
- 韓國電氣安全公社（朝鲜语：한국전기안전공사）
- 韓國產業人力公團（朝鲜语：한국산업인력공단）釜山支社
- 釜山交通廣播電臺（朝鲜语：부산교통방송）
- 道路交通公團（朝鲜语：도로교통공단）釜山南部駕照試場

## 相鄰車站
釜山交通公社
●釜山都市铁道2号线
南川（211）－慶星大學·釜慶大學（212）－大淵（213）